# Чечевиця арчева
Чечевиця арчева (Carpodacus rhodochlamys) — вид горобцеподібних птахів родини в'юркових (Fringillidae). Мешкає в горах Центральної Азії. Афганська чечевиця раніше вважалася підвидом арчевої чечевиці.

## Опис

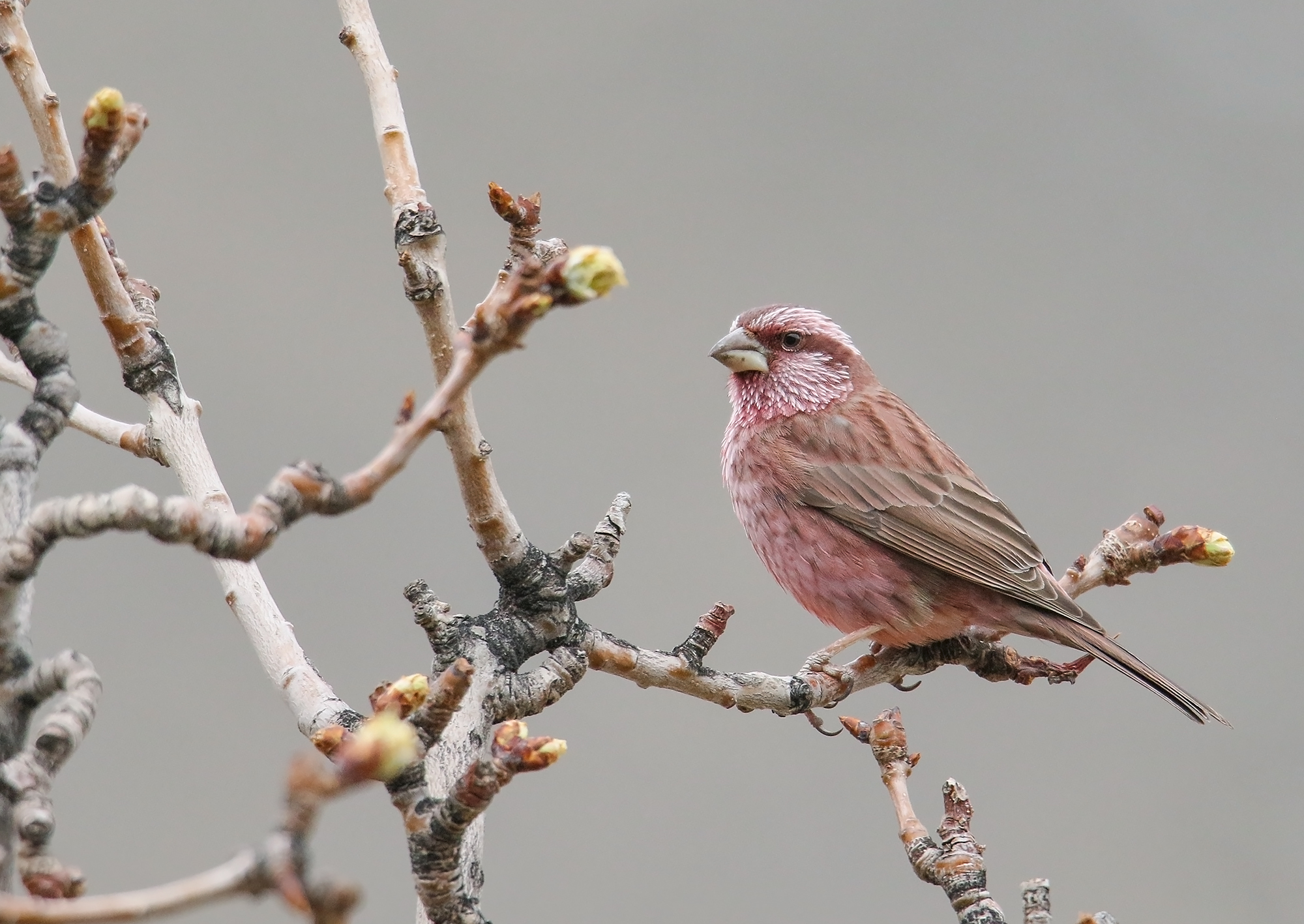
Самець арчевої чечевиці

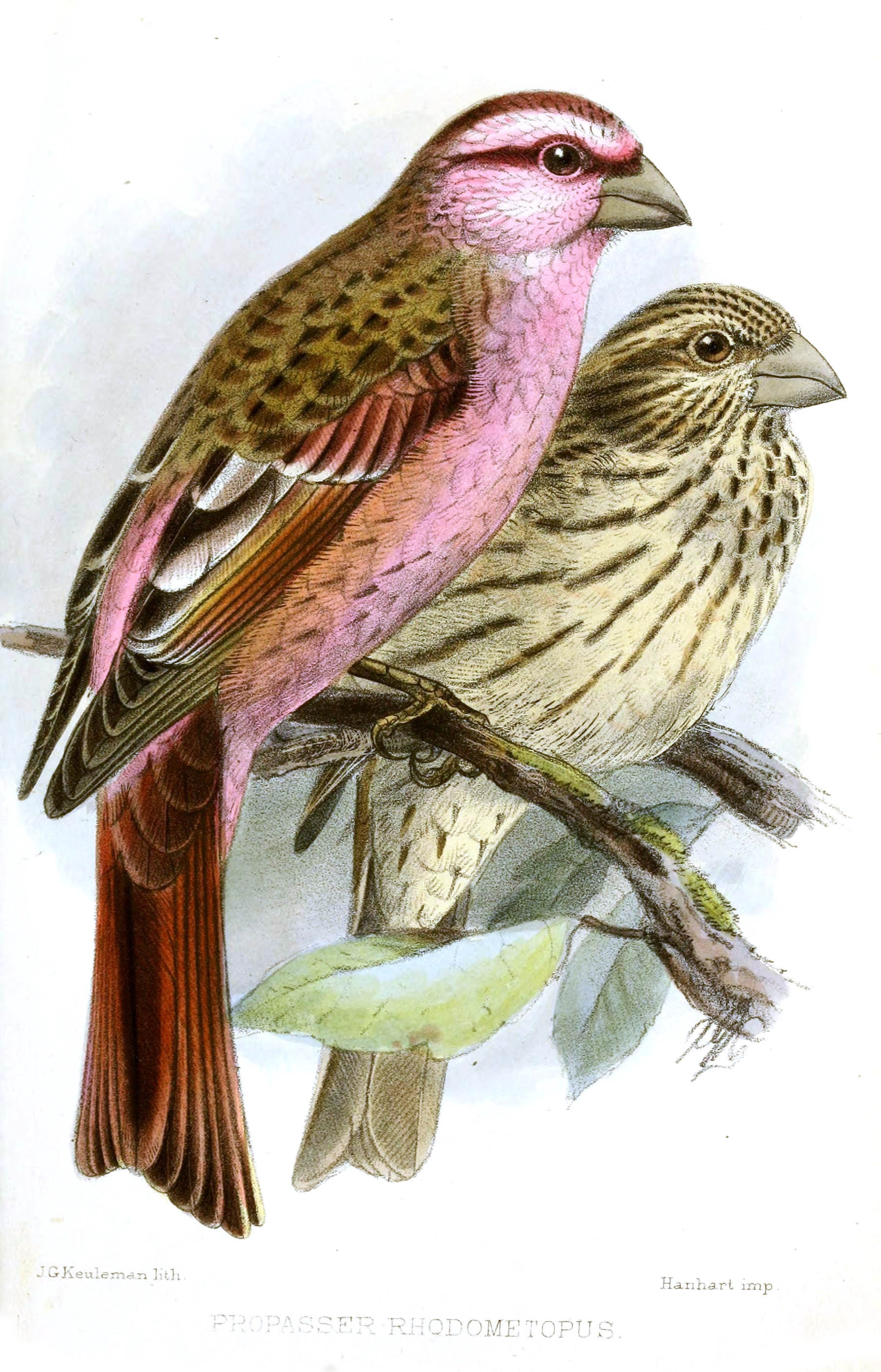
Пара арчевих чечевиць

Довжина птаха становить 15-18 см, вага 18-38 г. Довжина крила у самців становить 86-91 мм, у самиць 88-92 мм, довжина хвоста у самців становить 69-74 мм, у самиць 65-70 мм, довжина дзьоба 14,5-15 мм. Виду притаманний яскраво виражений статевий диморфізм.
У самців тім'я і потилиця темно-червоні, лоб і обличчя рожеві. Через очі ідуть темно-червоні смуги, перед очима темно-червоні плями. Щоки і скроні темно-рожеві, підборіддя і горло темно-червоні. Пера на голові мають світлі кінчики. Нижня частина тіла рожева, боки мають коричнюватий відтінок, гузка світліша. Спина і плечі коричневі з сильним червонуватим відтінком, поцятковані темними смугами, надхвістя рожеве, верхні покривні пера хвоста коричневі з рожевими або червонуватими краями. Хвіст роздвоєний, чорнувато-коричневий з червоними краями. Покривні пера крил темно-коричневі з блідо-коричневими з червонуватим відтінком краями та більш світлими кінчиками. Махові пера темно-коричневі з блідо-коричневими з рожевим відтінком краями. Дзьоб міцний, зверху буруватий, знизу жовтувато-роговий, лапи тілесно-коричневі. Очі темно-карі.
У самиць тім'я, потилиця, спина і плечі попелясто-коричневі, сильно поцятковані темними смугами, обличчя помітно світліше, смуги на ньому тонші. Надхвістя світло-попелясто-коричневе з рожевуватим відтінком. Верхні покривні пера хвоста сірувато-коричневі, пера на них мають темну центральну частину. Хвіст темно-коричневий з блідо-коричневими краями. Оперення крил подібне до оперення крил у самців, однак червонуватий відтінок відсутній. Нижня частина тіла кремова, поцяткована білуватими або темно-коричневими смужками. Забарвлення молодих птахів подібне до забарвлення самиць.

## Поширення і екологія
Арчеві чечевиці поширені від гір Паміро-Алая і Тянь-Шаня на схід через Кашгар до західних гір Куньлунь і на північ через Джунгарський Алатау, гори Тарбагатай і Алтай до гір Танну-Ула та нагір'їв Хангай і Хентей. Вони мешкають в Пакистані, Таджикистані, Узбекистані, Киргизстані, Казахстані, Китаї, Монголії і Росії. Арчеві чечевиці живуть в гірських ялівцевих лісах та на високогірних луках, місцями порослих чагарниками, переважно жимолостю, караганою (Caragana) і барбарисом. Зустрічаються парами або зграйками, на висоті від 2720 до 4900 м над рівнем моря. Взимку мігрують в долини, на висоту від 2200 до 2600 м над рівнем моря. Живляться насінням чагарників і трав, пагонами і бруньками, ягодами, іноді комахами. Сезон розмноження триває з кінця травня по липень. Гніздо чашоподібне, робиться з сухої трави і кори, встелюється шерстю, розміщується на висоті 2 м над землею. В кладці від 2 до 5 яєць. Інкубаційний період триває 15-18 днів, насиджують і самиці, і самці. Пташенята покидають гніздо через 15-16 днів після вилуплення.